# Конькобежный спорт на зимних Олимпийских играх 2022 — командная гонка (мужчины)
Соревнования по конькобежному спорту среди мужчин в командной гонке преследования на зимних Олимпийских играх 2022 проводились 13 и 15 февраля на Национальном конькобежном стадионе. В соревновании выступили 8 сборных по 3 спортсмена в каждой. Квалификация на Игры осуществлялась по результатам четырёх этапов Кубка мира 2021/2022.
Мужчины пятый раз в истории разыграли медали в командной гонке на Олимпийских играх. Дисциплина дебютировала на Играх 2006 года в Турине.
Олимпийскими чемпионами 2018 года являлись норвежские конькобежцы. Они вновь выиграли золото. Из состава 2018 года за них вновь бежал только Сверре Лунде Педерсен.
Сборная Нидерландов впервые в истории осталась без медалей в этом виде.

## Медалисты
| Золото                                                                     | Серебро                                                    | Бронза                                                        |
| Норвегия · Хальгейр Энгебротен · Сверре Лунде Педерсен · Педер Конгсхёуг · | ОКР · Даниил Алдошкин · Сергей Трофимов · Руслан Захаров · | США · Джой Мантиа · Итан Сепуран · Кейси Доусон · Эмери Леман |

## Расписание
Время местное (UTC+8)
| Дата       | Время | Раунд                 |
| ---------- | ----- | --------------------- |
| 13 февраля | 21:00 | 1/4 финала 1/2 финала |
| 15 февраля | 14:30 | Финал                 |

## Рекорды
До начала зимних Олимпийских игр 2022 года мировой и олимпийский рекорды были следующими:
| Мировой рекорд     | США Джой Мантиа Эмери Леман Кейси Доусон                        | 3:34,47 | Солт-Лейк-Сити | 5 декабря 2021  |
| Олимпийский рекорд | Норвегия · Ховард Бёкко · Симен Нильсен · Сверре Лунде Педерсен | 3:37,08 | Пхёнчхан       | 21 февраля 2018 |

## Результаты

### Четвертьфиналы
Четыре сборных, показавших лучшее время по итогам четвертьфинала, проходят в полуфинал соревнований. Команды с пятым и шестым временем отправляются в финал C, а сборные с седьмым и восьмым результатом в финал D.

| Четвертьфинал 1 |                  |                                                           |         |
| 1               | Республика Корея | Чон Чжэ Вон Ким Минсок Ли Сын Хун                         | 3:41.89 |
| 2               | Италия           | Давиде Гьотто Андреа Джованнини Микеле Мальфатти          | 3:42.04 |
| Четвертьфинал 2 |                  |                                                           |         |
| 1               | Нидерланды       | Марсел Боскер Свен Крамер Патрик Руст                     | 3:38.90 |
| 2               | Канада           | Джордан Бельчос Тед-Ян Блумен Коннор Хоу                  | 3:40.17 |
| Четвертьфинал 3 |                  |                                                           |         |
| 1               | США              | Итан Сепуран Кейси Доусон Эмери Леман                     | 3:37.51 |
| 2               | Норвегия         | Хальгейр Энгебротен Педер Конгсхёуг Сверре Лунде Педерсен | 3:37.47 |
| Четвертьфинал 4 |                  |                                                           |         |
| 1               | Китай            | Цзывэнь Лянь Ван Хаотянь Сюй Фу                           | 3:52.25 |
| 2               | ОКР              | Даниил Алдошкин Сергей Трофимов Руслан Захаров            | 3:38.67 |

| Место | Забег | Страна           | Время   | Отставание | Квалифицировалась |
| ----- | ----- | ---------------- | ------- | ---------- | ----------------- |
| 1     | 3     | Норвегия         | 3:37.47 | 0.00       | Полуфинал 1       |
| 2     | 3     | США              | 3:37.51 | +0.04      | Полуфинал 2       |
| 3     | 4     | ОКР              | 3:38.67 | +1.20      | Полуфинал 2       |
| 4     | 2     | Нидерланды       | 3:38.90 | +1.43      | Полуфинал 1       |
| 5     | 2     | Канада           | 3:40.17 | +2.70      | Финал С           |
| 6     | 1     | Республика Корея | 3:41.89 | +4.42      | Финал С           |
| 7     | 1     | Италия           | 3:42.04 | +4.57      | Финал D           |
| 8     | 4     | Китай            | 3:52.25 | +14.78     | Финал D           |

### Полуфиналы
| Место       | Страна     | Спортсмены                                                | Время      | Отставание | Примечание |
| ----------- | ---------- | --------------------------------------------------------- | ---------- | ---------- | ---------- |
| Полуфинал 1 |            |                                                           |            |            |            |
| 1           | Норвегия   | Хальгейр Энгебротен Педер Конгсхёуг Сверре Лунде Педерсен | 3:38.28    | 0.00       | Финал А    |
| 2           | Нидерланды | Марсел Боскер Свен Крамер Патрик Руст                     | 3:39.62    | +1.34      | Финал B    |
| Полуфинал 2 |            |                                                           |            |            |            |
| 1           | ОКР        | Даниил Алдошкин Сергей Трофимов Руслан Захаров            | 3:36.62 OR | 0.00       | Финал А    |
| 2           | США        | Итан Сепуран Кейси Доусон Эмери Леман                     | 3:37.05    | +0.43      | Финал B    |

### Финалы
| Место   | Страна           | Спортсмены                                                | Время   | Отставание |
| ------- | ---------------- | --------------------------------------------------------- | ------- | ---------- |
| Финал A |                  |                                                           |         |            |
| 1       | Норвегия         | Хальгейр Энгебротен Педер Конгсхёуг Сверре Лунде Педерсен | 3:38.08 | 0.00       |
| 2       | ОКР              | Даниил Алдошкин Сергей Трофимов Руслан Захаров            | 3:40.46 | +2.38      |
| Финал B |                  |                                                           |         |            |
| 3       | США              | Кейси Доусон Эмери Леман Джой Мантиа                      | 3:38.81 | 0.00       |
| 4       | Нидерланды       | Марсел Боскер Свен Крамер Патрик Руст                     | 3:41.62 | +2.81      |
| Финал C |                  |                                                           |         |            |
| 5       | Канада           | Джордан Бельчос Тед-Ян Блумен Тайсон Лангелар             | 3:40.39 | 0.00       |
| 6       | Республика Корея | Чон Чжэ Вон Ким Минсок Пак Сон Хён                        | 3:53.77 | +13.38     |
| Финал D |                  |                                                           |         |            |
| 7       | Италия           | Давиде Гьотто Андреа Джованнини Микеле Мальфатти          | 3:44.20 | 0.00       |
| 8       | Китай            | Цзывэнь Лянь Ван Хаотянь Сюй Фу                           | 3:53.58 | +9.38      |

## Итоговое положение
| Место | Страна           |
| ----- | ---------------- |
| 1     | Норвегия         |
| 2     | ОКР              |
| 3     | США              |
| 4     | Нидерланды       |
| 5     | Канада           |
| 6     | Италия           |
| 7     | Китай            |
| 8     | Республика Корея |